# Зефир (кулинария)
Зефи́р (фр. zéphir ← лат. zephyrus ← др.-греч. ζέφῠρος — западный или северо-западный ветер) — род сахаристых кондитерских изделий на основе фруктов и ягод; получается сбиванием плодового пюре с сахаром и яичным белком с последующим добавлением в смесь какого-либо формообразующего (студнеобразующего) наполнителя: пектина, агарового сиропа, желатиновой (мармеладной) массы.
В качестве добавок применяются пищевые кислоты, эссенции, красители.

## История
Прототипом зефира была пастила, которая изготавливалась на Руси из яблок и меда. Французские кондитеры заменили мед на сахар и придали пастиле ту форму, которую мы знаем теперь.

## Технология производства
Зефир вырабатывается на агаре, пектине, фурцелларане и желатине. Формуется методом отсадки в виде изделий разнообразной формы, чаще всего полушара.
Зефир производится как неглазированным, так и глазированным (покрытым оболочкой); чаще всего применяется шоколадная глазурь.
Технология производства зефира на пектине предусматривает следующие стадии: подготовка сырья; приготовление смеси яблочного пюре с пектином и сахаром-песком; приготовление сахаро-паточного сиропа; приготовление зефирной массы; структурообразование зефирной массы и подсушка половинок зефира; обсыпка половинок зефира сахарной пудрой и склеивание их.
Одним из кулинарных родственников зефира можно считать крембо, а также современную фабричную пастилу.
Несмотря на внешнее сходство, маршмэллоу и зефир — это разные блюда: маршмэллоу, в отличие от зефира, не содержит яиц и фруктового пюре.

## Диетические качества
Основой в зефире является фруктовое пюре, но большое значение имеет качество продукта и его состав. Например, яблочный и цитрусовый зефиры богаты пектином.
На 100 г продукта приходится:
| Энергетическая ценность, ккал | Белки, г | Жиры, г | Углеводы, г | Гликемический индекс |
| 326                           | 0,8      | 0,1     | 79,8        | 65                   |